# HD 85483
HD 85483，又名CD-46 5558，SAO 221538、HR 3904，是一颗恒星，视星等为5.73，位于銀經273.82，銀緯5.46，其B1900.0坐标为赤經9h 46m 51.8s，赤緯-46° 5.46′ 0″。